# Pierre Lachambeaudie

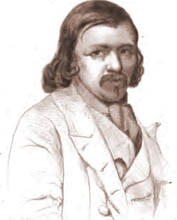
Pierre Lachambeaudie

Pierre Lachambeaudie (* 16. Dezember 1806 bei Sarlat; † 7. Juli 1872 in Brunoy bei Paris) war französischer Fabeldichter.

## Leben
Lachambeaudie war der Sohn eines armen Landmanns und wurde Buchhalter in einem Handelshaus zu Lyon. Nachdem seine erste Gedichtsammlung Essais poétiques (1829) ziemlich unbeachtet geblieben war, erhielt er eine Anstellung an einer Eisenbahn. Gleichzeitig redigierte er die Échos de la Loire. Seine 1839 erschienenen Fables populaires erschienen schon 1849 in siebter Auflage und sicherten ihm nicht bloß eine Existenz, sondern verschafften ihm auch einen Namen. Lachambeaudie hatte sich damit neben Jean de La Fontaine und Jean-Pierre Claris de Florian in die erste Reihe der französischen Fabeldichter gestellt.
An der Februarrevolution 1848 tätig beteiligt, entging er nach dem Staatsstreich am 2. Dezember 1851 der Deportation nur durch die mächtige Fürsprache des Ministers Victor Falian, comte de Persigny, seines ehemaligen Mitarbeiters an den Échos de la Loire. Er lebte zunächst mehrere Jahre in Brüssel und kehrte dann nach Frankreich zurück.

## Spätere Werke
- Fables et poésies diverses (Paris 1839, neue Ausgabe 1858)
- Fleurs de Villemomble (1861)
- Fables et poésies nouvelles (1865)
- Prose et vers (1867)

Eine größere Anzahl Fabeln von Lachambeaudie hat Ludwig Pfau (2. Ausgabe, Dresden 1863) ins Deutsche übertragen.